# Данн, Марк
Марк Данн (англ. Mark Dunn, род. 12 июля 1956, Мемфис, Теннесси) — американский писатель и драматург. Он изучал кино в Memphis State University (ныне Мемфисский университет), после чего поступил в аспирантуру по написанию сценариев в Техасском университете в Остине; переехал в Нью-Йорк в 1987 году, где работал в Нью-Йоркской публичной библиотеке, при этом сочинял пьесы в своё свободное время.
Среди тридцати пьес, написанных Данном (по состоянию на 2015 год), «Красавицы» и «Пять кассиров, танцующих под дождем», ставились более ста пятидесяти раз. Данн работает драматургом в Репертуарной труппе Нью-Джерси и Лиге общественных театров в Уильямспорте, штат Пенсильвания.
В 1998 году Данн подал в суд на авторов, дистрибьюторов и продюсеров «Шоу Трумана», утверждая, что история основана на пьесе «Жизнь Фрэнка», которую он написал и поставил вне Бродвея в 1992 году.

## Личная жизнь
Будучи родом из Мемфиса, Данн сейчас[когда?]

 проживает со своей женой Мэри в Гринвич-Виллидж.

## Опубликованные пьесы
- Belles (1989)[6]
- Minus Some Buttons (1991)[7]
- Sand Pies and Scissorlegs (1992)[8]
- Five Tellers Dancing in the Rain (1994)[9]
- Judge and Jury (1994)[10]
- Frank's Life (1998)[11]
- Cabin Fever: A Texas Tragicomedy (2000)[12][13]
- The Deer and the Antelope Play (2001)[14]
- Helen's Most Favorite Day (2005)[15]
- Dix Tableaux (2007)[16]
- A Delightful Quarantine (2007)[17]
- PIGmalion (2010)[18]
- Seven Interviews (2014)[19]
- LMNOP (2015)[20]
- Belles: The Reunion (2016)[21]
- The Glitter Girls (2018)[22]
- The Puzzle with the Piazza (2022)[23]

## Романы
- Элла Минноу Пи (2001)[24]
- Добро пожаловать в Хигби[англ.] (2002)[25]
- Там же: Жизнь[англ.] (2004)[26]
- The Calamitous Adventures of Rodney And Wayne (2009)
- Under the Harrow (2012)[27]
- American Decameron (2012)
- We Five (2015)